# Walgalaxie
Die Walgalaxie oder NGC 4631, manchmal auch Heringsgalaxie, ist eine Balken-Spiralgalaxie in einer Entfernung von etwa 28 Millionen Lichtjahren von der Milchstraße.
NGC 4627 ist eine Begleitgalaxie der Walgalaxie und liegt etwa 2,6' nordwestlich von deren Zentrum; die beiden Galaxien sind zusammen im Arp-Katalog als Arp 281 verzeichnet. Die kleine Nachbargalaxie NGC 4627 bewirkt eine gewisse Verformung der Walgalaxie. Zudem scheint sie in der Vergangenheit öfter in die Nähe der Nachbargalaxie NGC 4656/57 gekommen zu sein, wovon heute noch Wasserstoff- und andere Gasreste zeugen, die sich zwischen den beiden Galaxien befinden. Halton Arp gliederte seinen Katalog ungewöhnlicher Galaxien nach rein morphologischen Kriterien in Gruppen. Dieses Galaxienpaar gehört zu der Klasse Doppelgalaxien mit Einströmung und Anziehung.
Die Walgalaxie ist etwa so groß wie die Milchstraße und wurde am 20. März 1787 von William Herschel entdeckt.
Von besonderem Interesse ist der Halo aus heißem Gas, welcher die Galaxie umgibt und sich bis zu einer Entfernung von 25.000 Lichtjahren von der galaktischen Ebene erstreckt. Vom Forschungssatelliten Chandra wurden hochaufgelöste Bilder der Röntgenemission des Halos gewonnen. Es wird angenommen, dass auch die Milchstraße von einem ähnlichen Halo umgeben ist.

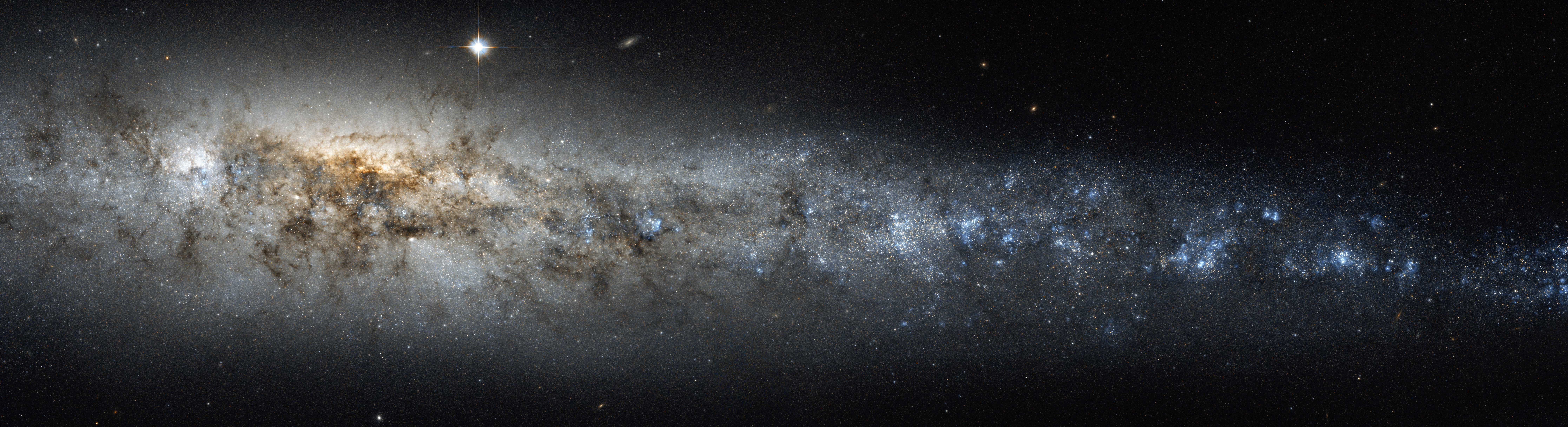
Detaillierte Aufnahme des Hubble-Weltraumteleskops

## NGC 4627-Gruppe (LGG 291)
| Galaxie   | Alternativname | Entfernung/Mio. Lj |
| --------- | -------------- | ------------------ |
| NGC 4150  | PGC 38742      | 10                 |
| NGC 4163  | PGC 38881      | 9                  |
| NGC 4190  | PGC 39023      | 11                 |
| NGC 4631  | PGC 42637      | 28                 |
| NGC 4214  | PGC 39225      | 14                 |
| NGC 4244  | PGC 39422      | 12                 |
| NGC 4308  | PGC 40011      | 29                 |
| NGC 4395  | PGC 40596      | 15                 |
| NGC 4656  | PGC 42863      | 30                 |
| IC 779    | PGC 39690      | 10                 |
| PGC 39145 | UGCA 276       | 14                 |
| PGC 41048 | UGC 7605       | 15                 |
| PGC 41636 | UGC 7698       | 15                 |
| PGC 42275 | MCG +6-28-0    | 15                 |